# Aristão
Aristão também grafado como Ariston, é o pai de Platão o filósofo, discípulo de Sócrates. Aristão descendia do rei Codro, o último rei de Atenas.